# 勺巨膝蛛
勺巨膝蛛（学名：Opopaea sauteri）为卵形蛛科巨膝蛛属的动物。分布于台湾岛等地。该物种的模式产地在台湾。